# Dirk Jan Heusinkveld
Dirk Jan Heusinkveld (Amsterdam, 12 augustus 1878 - Utrecht, 26 maart 1960) was een Nederlandse architect.
Hij was (een deel van zijn loopbaan?) werkzaam vanuit Utrecht en ontwierp een aantal monumentale bouwwerken. Heusinkveld overleed te Utrecht op 81-jarige leeftijd en werd daar begraven op de Begraafplaats Soestbergen.

## Oeuvre
- Landhuis De Konijn te Lunteren (ca. 1916, rijksmonument inclusief o.a. ontwerp zwembad en speelhuisje)
- Incassobank te Utrecht (ca. 1920, rijksmonument, toegeschreven als mede-architect)
- Noorderkerk te Utrecht (ca. 1922, gemeentelijk monument)
- Garage N.V. U.T.A.M. Ridderschapstraat te Utrecht (1916, gemeentelijk monument)